# Christoph Metzelder
Christoph Metzelder (Haltern, Nyugat-Németország, 1980. november 5. –)  védő, német válogatott labdarúgó.
Pályafutásának legnagyobb sikereit a Borussia Dortmunddal érte el, de megfordult a Real Madrid és a Schalke 04 csapataiban is. A német Bundesligában 178 mérkőzést játszott, és 4 gólt ért el. A válogatottban 47-szer jutott szóhoz, világbajnoki ezüst-és bronzérmes és részt vett a 2008-as Európa-bajnokságon is.

## Pályafutása

### Junior
Metzeldert kezdetben az atlétika érdekelte, amelyet sokáig a focival párhuzamosan gyakorolt. Először a TuS Halternben futballozott 1986-tól, eleinte kapus poszton. Távozása után is kapcsolatban maradt a nevelőegyesületével, anyagilag, valamint tanácsadói minőségben támogatta a őket. 1995-ben csapattársával, Sérgio da Silva Pintóval együtt csatlakozott az FC Schalke 04 ifjúsági csapatához, egy évvel később pedig a Preußen Münster csapatához igazolt. A német U-18-as válogatottban 1999. március 17-én mutatkozott be. Röviddel ezután az 1999/2000-es szezonban bekerült a Preussen Münster felnőtt keretébe.

### Borussia Dortmund (2000-2007)
2000 nyarán Metzelder a Borussia Dortmundhoz igazolt, ahol kezdetben csak a második csapat játékosának szánták. Azonban az állandó védők, Christian Wörns és Stefan Reuter sérülései miatt a szezon első napján bekerült a BVB kezdőcsapatába, amelyen a Hansa Rostock ellen nyertek 1:0-ra. Ettől kezdve Metzeldert rendszeresen alkalmazták a középső védelemben (ritkábban hátvédként), és első szezonjában 19 mérkőzést teljesített.
A német válogatottban 2001. augusztus 15-én debütált egy Magyarország elleni barátságos mérkőzésen.  A 2001/2002-es szezonban 25 mérkőzést játszott a Bundesligában, háromszor is pályán volt a Bajnokok Ligájában és nyolcszor az UEFA-kupában. Az UEFA-kupa döntőjéban, amelyben a Dortmund 3-2-re kikapott a Feyenoordtól, Metzelder nem játszott, mert az elődöntőben megkapta második sárga lapját, és így a döntőre eltiltásban részesült. A szezon után Metzeldert nevezték a német válogatott keretébe a 2002-es labdarúgó-világbajnokságra, amelyen mind a hét mérkőzést teljesítette.
A következő szezon elején Metzelder rendszeres tagja volt a Borussia Dortmund kezdőcsapatának. 2002. októberétől azonban a jobb Achilles-ín panaszaival kellett megküzdenie, amelyeket 2003 márciusában műtéti úton korrigáltak. A 2003-as nyári szünet után Metzeldert nevezték ki a Borussia csapatkapitányának, de anélkül, hogy aktívan beavatkozhatott volna a pályán zajló akciókba. A második műtétet 2003 októberében hajtották végre, amelyet ismét hosszú rehabilitációs időszak követett. Ennek ellenére a klub 2004 nyarán meghosszabbította Metzelder lejáró szerződését a 2006/2007-es szezon végéig.
Majdnem kétéves szünet után játszott ismét a Dortmund 2004. decemberi, Hansa Rostock elleni idegenbeli meccsén, ahol Metzelder csereként lépett pályára. Ezt követően dortmundi időszaka alatt a kisebb sérülésektől eltekintve nem volt komolyabb sérülése. 2005 őszén - nem sokkal az 1. FSV Mainz 05 elleni Bundesliga-mérkőzés után - ismét behívták a német válogatottba. A 2006-os világbajnokságon hat mérkőzést játszott a Nationalelfben. A várható sárga lapos felfüggesztés miatt az Ecuador elleni mérközésen nem lépett pályára.

### Real Madrid (2007-2010)
2007 tavaszán Metzelder nem hosszabbította meg szerződését a Borussia Dortmunddal, és a 2007/08-as idényre a Real Madridhoz szerződött. A 2007/08-as szezon első napján Metzelder debütált a spanyol Primera Divisiónban, amikor a félidőben csereként lépett pályára az Atlético Madrid elleni 2-1-es győzelemnél. A Real Madrid első csapatában Metzelder tizenegy alkalommal lépett pályára 2007 decemberéig (hétszer a spanyol bajnokságban, háromszor a Bajnokok Ligájában és egyszer a Copa del Rey-ben), ezután már nem játszott sérülés miatt. Öt hónap szünet után Metzelder visszatért a Real Saragossa elleni 2-2-es döntetlennel végződő meccsen.
A 2008/2009-es szezonban 15 meccsen lépett pályára a csapattal.
A 2009/10-es idényben Metzelder csak csereként lépett pályára. Bár riválisa, Fabio Cannavaro visszatért a Juventusba, viszont két új középső védő érkezett a csapathoz Raúl Albiol és Ezequiel Garay személyében. Metzelder ebben a szezonban csak három alkalommal lépett pályára - egyszer a Spanyol Kupában, kétszer a bajnokságban.

### FC Schalke 04 (2010-2013)
A 2010/11-es szezonban Metzelder ingyenes átigazolással az FC Schalke 04 csapatába került, a klubbal 2013-ig érvényes szerződést kötött. Metzelder így csatlakozott korábbi ifjúsági csapatához és egykori klubjának, a Borussia Dortmundnak a fő riválisához. Metzelder az első Bundesliga-meccsét a 2010/11-es szezon 1. meccsnapján játszotta a Schalke csapatában a Hamburger SV ellen, a csapatban 2010. augusztus 7-én lépett pályára először a Bayern München ellen 2:0-ra elveszített német labdarúgó-szuperkupa mérkőzésen.
2010. november 20-án (13. meccsnap) Metzelder szögletrúgás után megszerezte első gólját az FC Schalke 04 csapatában az SV Werder Bremen elleni 4:0-s győzelem után. 2011-ben a Schalkéval megnyerte a Német labdarúgókupát valamint a Német labdarúgó-szuperkupát. Míg Felix Magath vezetésével rendszeres tagja volt a kezdőcsapatnak, az utolsó két év a Schalkénál hasonló volt a madridi karrierjéhez. Az edzőváltás és a sérülések miatt bekövetkezett balszerencse miatt karrierje utolsó néhány évében csak 20 alkalommal lépett pályára a Bundesligában. A 2012/13-as szezon végén lejárt szerződését a Schalke nem hosszabbította meg. Ezért úgy döntött, hogy 2013. június 30-án befejezi aktív labdarúgó pályafutását.

### TuS Haltern (2013-2015)
Metzelder 2013. augusztus 25-én egykori junior klubjában tért vissza a DJK Eintracht Coesfeld ellen 3:0-ra elvesztett meccsen, amikor 28 perc után sérülés miatt cserélni kellett. Az idő hiánya és az edzés elmaradása miatt ez a meccs volt az egyetlen, amit játszott az első csapatban.A második és a harmadik csapatnál a 2014/15-ös szezonban még néhány mérkőzést játszott a járási és a körzeti bajnokságban.

### Sikerei, díjai
- Német bajnok : 2001-2002

## Pályafutásának statisztikái
| Klub                 | Szezon  | Bajnokság | Bajnokság | Kupa  | Kupa | Nemzetközi kupa | Nemzetközi kupa | Összesen | Összesen |
| Klub                 | Szezon  | Mérk.     | Gól       | Mérk. | Gól  | Mérk.           | Gól             | Mérk.    | Gól      |
| -------------------- | ------- | --------- | --------- | ----- | ---- | --------------- | --------------- | -------- | -------- |
| Real Madrid CF       | 2008–09 | 5         | 0         | 2     | 0    | 1               | 0               | 8        | 0        |
| Real Madrid CF       | 2007–08 | 9         | 0         | 1     | 0    | 3               | 0               | 13       | 0        |
| Összesen             |         | 14        | 0         | 3     | 0    | 4               | 0               | 21       | 0        |
| Borussia Dortmund    | 2006–07 | 19        |           | 0     | 0    | -               | -               | 19       | 0        |
| Borussia Dortmund    | 2005–06 | 23        | 2         | 1     | 0    | -               | -               | 24       | 2        |
| Borussia Dortmund    | 2004–05 | 16        | 0         | 0     | 0    | -               | -               | 16       | 0        |
| Borussia Dortmund    | 2003–04 | 0         | 0         | 0     | 0    | -               | -               | 0        | 0        |
| Borussia Dortmund    | 2002–03 | 24        | 0         | 1     | 0    | 10              | 0               | 35       | 0        |
| Borussia Dortmund    | 2001–02 | 25        | 0         | 1     | 0    | 11              | 0               | 37       | 0        |
| Borussia Dortmund    | 2000–01 | 19        | 0         | 2     | 0    | -               | -               | 21       | 0        |
| Összesen             |         | 126       | 2         | 5     | 0    | 21              | -               | 152      | 2        |
| Pályafutása összesen |         | 140       | 2         | 8     | 0    | 25              | 0               | 173      | 2        |